# Kisarawe (huyện)
Kisarawe là một huyện thuộc vùng Pwani, Tanzania. Thủ phủ của huyện Kisarawe đóng tại Kisarawe. Huyện Kisarawe có diện tích 4464 ki lô mét vuông. Đến thời điểm điều tra dân số ngày 25 tháng 8 năm 2002, huyện Kisarawe có dân số 95323 người.